# بيل مويرز
بيل دون مويرز (الإنجليزية: Billy Don Moyers؛ 5 يونيو 1934 – 26 يونيو 2025) هو صحفي ومعلق عام أمريكي. وعمل بمنصب السكرتير الصحفي للبيت الأبيض في إدارة جونسون من عام 1965م حتى عام 1967م. كما عمل كمعلق أخبار على شاشة التليفزيون لمدة عشر سنوات. ولمويرز مشاركة واسعة في التليفزيون العام، حيث أنتج أفلامًا وثائقية وبرامج صحفية إخبارية. ولقد نال العديد من الجوائز والدرجات الفخرية. وأصبح معروفًا بكونه ناقدًا لاذعًا لوسائل الإعلام الأمريكية. ومنذ عام 1990م، صار مويرز رئيسًا لمركز شومان للإعلام والديمقراطية.

## وصلات خارجية
- بيل مويرز على موقع IMDb (الإنجليزية)
- بيل مويرز على موقع الموسوعة البريطانية (الإنجليزية)
- بيل مويرز على موقع مونزينجر (الألمانية)
- بيل مويرز على موقع ميوزك برينز (الإنجليزية)
- بيل مويرز على موقع إن إن دي بي (الإنجليزية)
- بيل مويرز على موقع ديسكوغز (الإنجليزية)
- بيل مويرز على موقع قاعدة بيانات الفيلم (الإنجليزية)